# Comuna Dreanovo, Gabrovo
Obștina Dreanovo (județul Dreanovo) este un județ în regiunea Gabrovo din Bulgaria.

## Demografie
Componența etnică a comunei Dreanovo
     Romi (2,69%)
     Turci (5,11%)
     Bulgari (83,4%)
     Nicio identificare (7,59%)
     Altele (1,18%)
La recensământul din 2011, populația comunei Dreanovo era de 9.685 locuitori. Din punct de vedere etnic, majoritatea locuitorilor (83,4%) erau bulgari, existând și minorități de turci (5,11%) și romi (2,69%). Pentru 7,59% din locuitori nu este cunoscută apartenența etnică.
1. ↑  „Distribuția etnică a populației localităților Bulgariei”. Institutul Național de Statistică al Bulgariei. Accesat în 15 octombrie 2013.
2. ↑  „Distribuția pe vârste a populației localităților Bulgariei”. Institutul Național de Statistică al Bulgariei. Accesat în 15 octombrie 2013.